# Eurylepis taeniolatus
Eurylepis taeniolatus är en ödleart som beskrevs av  Edward Blyth 1854. Eurylepis taeniolatus ingår i släktet Eurylepis och familjen skinkar.

## Underarter
Arten delas in i följande underarter:
- E. t. arabicus
- E. t. parthianicus
- E. t. taeniolatus